# Assanisator
Der Assanisator (auch: Kübelwart, Kübelmajor, Kübelschwenker oder Latrinenfuhrmann) war oder ist im Bergbau für die Entleerung der sich Untertage befindenden Abortkübel verantwortlich.
Die Tätigkeit war unbeliebt. Sie wurde oft als Strafe an Bergleute mit zu frühen Schachtausfahrten vergeben.